# Голов, Олег Евгеньевич
Оле́г Евге́ньевич Го́лов  (род. 11 августа 1972 года, Стерлитамак, РСФСР, СССР) — российский государственный деятель, с 5 октября 2023 года член Совета Федерации Федерального собрания от госсобрания – Курултая Республики Башкортостан. Член партии «Единая Россия».

## Биография
В 1997 году окончил Стерлитамакский государственный педагогический институт по специальности «труд, прикладная экономика и предпринимательская деятельность» (в 2012 г. вуз вошел в состав Башкирского государственного университета в качестве филиала, ныне стерлитамакский филиал Уфимского университета науки и технологий).
В 1997 году — ассистент кафедры основ производства Стерлитамакского государственного педагогического университета.
В 1997—2000 годах — аспирант очной аспирантуры Московского педагогического университета. В 2000 году в Московском педагогическом университете защитил диссертацию на тему «Активизация технологической подготовки студентов педагогического вуза». Научным руководителем был доктор педагогических наук, профессор Эдуард Дмитриевич Новожилов. Кандидат педагогических наук.
В 2000—2002 годах — старший преподаватель кафедры экономики Стерлитамакского государственного педагогического университета.

### В управлении компаниями
В 2002 году принят на работу в ЗАО «Каустик» — крупное предприятие по производству химической продукции, расположенное в Стерлитамаке. В 2002—2003 годах — инженер по закупкам сырья отдела маркетинга, в 2003—2005 годах — исполняющий обязанности начальника отдела экономического анализа ЗАО «Каустик».
С января по июль 2005 года — начальник отдела бюджетирования и экономического анализа ОАО «Сода» (г. Стерлитамак).
В 2005—2010 годах — финансовый директор фирмы «Смайл» (г. Казань).
В 2006 году окончил факультет «Международная школа бизнеса» РЭУ им. Г.В. Плеханова, присвоена степень «Магистр делового администрирования (MBA)». Далее Московская государственная юридическая академия им. О. Е. Кутафина, факультет судебно экономической экспертизы.
В 2010—2013 годах — финансовый директор Салаватского катализаторного завода (г. Салават). Затем, с мая по август 2013 года, работал финансовым директором Стерлитамакского хлебокомбината.
В 2013—2016 годах — финансовый директор АО «Корпорация развития Республики Башкортостан». В 2016—2019 гг. — генеральный директор АО «Корпорация развития Республики Башкортостан». Корпорация развития была создана в декабре 2010 года по указу президента Республики Башкортостан Рустэма Хамитова. Являлось дочерним предприятием госинвесткомпании «Региональный фонд». В апреле 2019 года Голов покинул должность генерального директора АО «Корпорация развития Республики Башкортостан», его сменил Раиль Сарбаев, бывший премьер-министр республики Башкортостан.
С мая по июль 2019 года — помощник руководителя администрации главы Башкортостана.

### Глава Благовещенского района

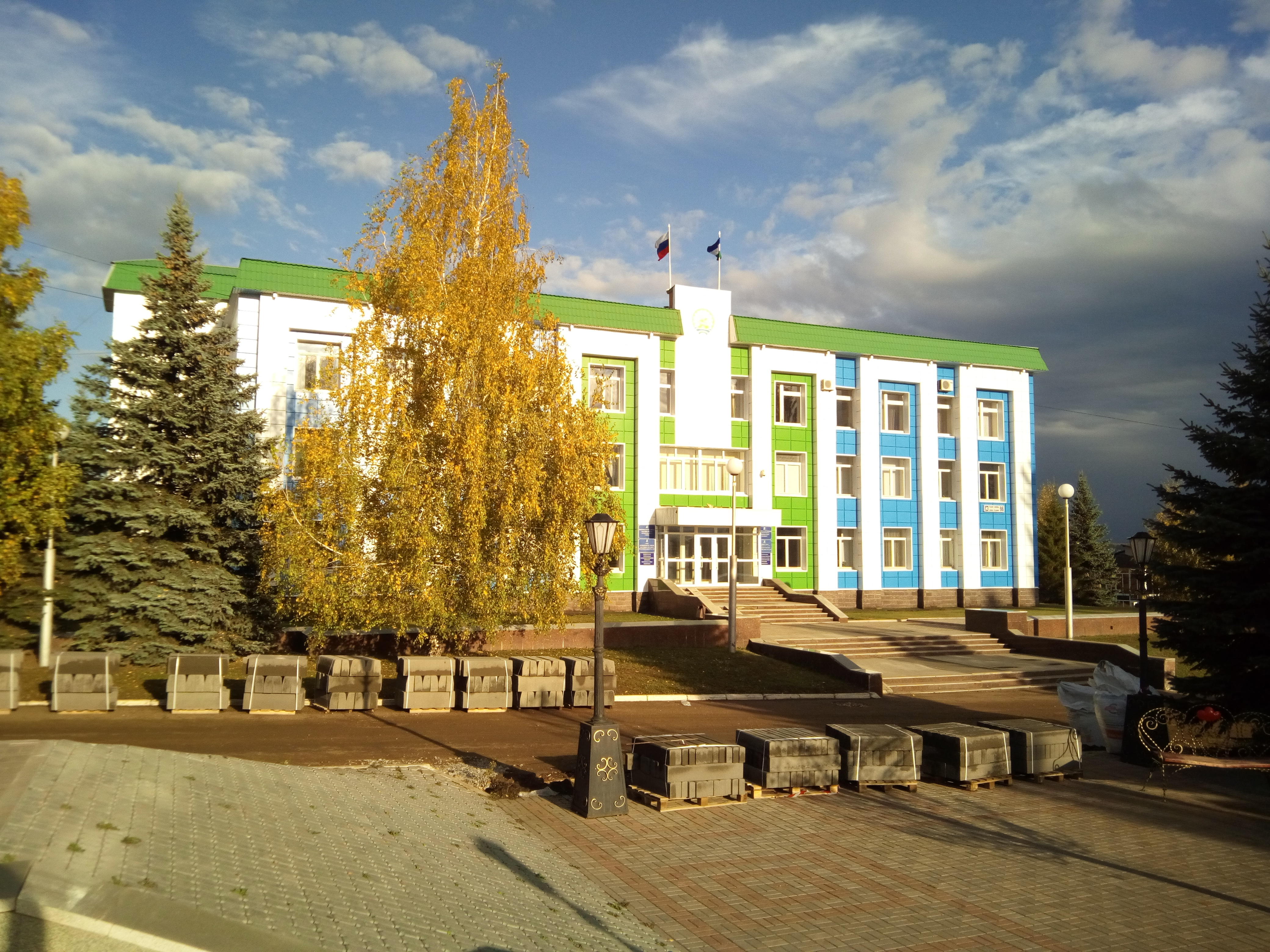
Здание районной администрации в Благовещенске.

25 июля 2019 года 46-летний Голов был назначен исполняющим обязанности главы Благовещенского района Республики Башкортостан. На этой должности он сменил Фарита Фазылова, досрочно. Решение принял Советом депутатов Благовещенского района под председательством А. В. Пилюгина. Одновременно был назначен конкурс на должность. При этом с июля по сентябрь 2019 года Голов занимал должность заместителя главы администрации Благовещенского района по строительству и ЖКХ.
С 27 августа 2019 года — глава администрации муниципального района Благовещенский район. Занял должность по контракту с советом депутатов муниципального района. Также с 18 октября 2019 года возглавлял местное отделение партии «Единая Россия».

### В Госсобрании Башкирии
Летом 2023 года при подготовке к выборам в Госсобрание Башкирии 7 созыва. Был включён в список кандидатов партии «Единая Россия». В списке был первым номером в региональной группе № 43 Прибельская. При этом в общей части списка «Единой России» шли Р. Ф. Хабиров, А. Р. Загидуллина, А. А. Галеев. На состоявшихся 10 сентября 2023 года выборах «Единая Россия» набрала по списку 68,92 % голосов и получила 41 мандат из 55. При распределении мандатов один был передан Олегу Голову.
3 октября 2023 года в связи с переходом на выборную должность в Государственное собрание — Курултай Олег Голов оставил должность главы Благовещенского района.
5 октября 2023 года на первом заседании госсобрания – Курултая депутаты по представлению «Единой России» избрали избрали Голова представителем Госсовета республики в Совете Федерации. За Голова проголосовали 93 депутата, трое высказались против, шестеро воздержались, двое не голосовали. В связи с переходом в Совет Федерации Голов сложил депутатские полномочия и сдал мандат.

### Совет Федерации
С 5 октября 2023 года — сенатор Российской Федерации, представитель от законодательного (представительного) органа государственной власти Республики Башкортостан. В Совете Федерации вшёл в состав Комитета Совета Федерации по федеративному устройству, региональной политике, местному самоуправлению и делам Севера.

## Личная жизнь
Женат, имеет сына и двух дочерей.